# Khälß von Khälßberg
Khälß von Khälßberg, auch Khälß Ritter von Khälßberg, ist der Name eines adeligen Geschlechts, welches seit Jahrhunderten im Salzwesen tätig war. Ihr Ursprung dürfte in Hallein bei Salzburg sein, wo zwischen 1430 und 1554 eine Reihe von Kälsen als Bürger urkundlich erwähnt werden, die im Salzbergbau und Salzhandel tätig waren. In der Steiermark ist als erster des Geschlechts Conrad Khälß (1350–1439), Bergmeister zu Aussee, belegt.
Heutige Familien tragen noch immer die Namen Khälß-Khälßberg bzw. Khaelss-Khaelssberg, wobei aus dem historischen „von“ ein Bindestrich wurde.
Für Khälß werden in Urkunden und Schriften mehrere Schreibweisen gefunden: Khälß, Kalss, Khälsz, Khalß, Khalss, Kahls, Kahlß, Kählß, Kähls, Käls, Khaels, Khaelß, Kelz, Kehlsz, Khelz und Khälß.

## Nobilitierung
Matthias Khälß, Kämmerer und Geheimsekretär des Erzbischofs Kardinal Melchior Khlesl in Wien, wurde auf Betreiben des Erzbischofs am 17. September 1612 in den Reichsadelstand erhoben und erhielt ein Adelswappen. Seinem Vetter Georg Khälß († 1619), welcher kaiserlicher Bergrichter in Eisenerz war, und dessen Familie wurden die Ehrentitel und Privilegien verwehrt. Die Familie Khälß wurde bereits von Kaiser Friedrich dem III., der von 1440 bis 1493 regierte, geadelt und erhielt seinerzeit ein Adelswappen. Am 16. Juli 1616 wurden beide Wappen vereinigt und der gesamten Familie den Namen „von Khälßberg“ verliehen.
Matthias Khälß hat bei zahlreichen geheimen und offiziellen Missionen und Verhandlungen, bei der Kaiserwahl in Frankfurt, verschiedenen Ernennungen in Ungarn und Böhmen, bei Erbhuldigungen in Österreich, Schlesien und Lausitz sowie bei Reichs- und Landtagen mit großem Geschick agiert. Besondere Verdienste hat er sich bei der Ausarbeitung des türkischen Friedensvertrages erworben.

## Wappen
|                                    | Erste Wappen der Familie von Khälß |
| Erste Wappen der Familie von Khälß | Blasonierung: „Ein schwarzer Schild, in dessen Mitte der Länge nach mit der Spitze nach vorn gekehrt, ein Bergeisen in originaler Farbe und gelben Stil gemalt ist. Darüber ein eisenfarbener Stechhelm, beiderseits eine schwarze und weiße Helmdecke. Darüber eine königliche, goldene Heidenkrone, auf welcher nebeneinander, mit der Spitze nach vorne gerichtet, zwei schwarze Adlerflügel, jeder mit einem Bergeisen versehen, angebracht sind.“ |
| Erste Wappen der Familie von Khälß | |

|                                     | Zweite Wappen der Familie von Khälß |
| Zweite Wappen der Familie von Khälß | Blasonierung: „Ein weißes oder silberfarbiger Schild, darin ein aufrecht nach rechts schauender, gekrönter rot- oder rubinfarbener Adler mit roter ausgestreckter Zunge, gespreizten Füßen, offenen Flügeln und Schwanz. Über dem Schild ein offener adeliger Turnierhelm, beiderseits mit roter und weißer Helmdecke und darüber eine gelb- oder goldfarbene königliche Krone. Daraus erscheinen nebeneinander fünf mit den oberen Spitzen einwärts gebogene Straußenfedern, wovon die erste, dritte und fünfte Feder rot oder rubinfarben, die zweite und vierte weiß oder silberfarben ist.“ |
| Zweite Wappen der Familie von Khälß | |

|                                                                 | Verschmelzung des ersten und zweiten Wappen mit Wappenbesserung |
| Verschmelzung des ersten und zweiten Wappen mit Wappenbesserung | Blasonierung: „Auf der Brust des roten Adlers, in einem schwarzen Herzschild, ist die angeführte heidnische, goldfarbene königliche Krone, durch die das senkrecht gestellte Bergeisen mit der Spitze nach rechts schauend geht. Das Bergeisen ist in Originalfarbe. Dieses Wappen ist in der Mitte des kaiserlichen Briefes farbig gemalt.“ |
| Verschmelzung des ersten und zweiten Wappen mit Wappenbesserung | |

## Sonstiges
Pero Alexander spielt im deutsch-österreichischen Spielfilm Wetterleuchten am Dachstein (1953) die Rolle eines Großknechts mit Namen Hannes Kähls von Kählsberg.
David Khälß war 1625 mit einem Einlagekapital von 16.800 fl. Mitbegründer der einst mächtigen Innerberger Hauptgewerkschaft (Vorgängerunternehmen der Österreichisch-Alpine Montangesellschaft und damit auch der heute bestehenden voestalpine AG).